# Giedrė
Giedrė ist ein litauischer weiblicher Vorname. Die männliche Form ist Giedrius.

## Herkunft
Der Vorname ist abgeleitet von giedra, dt. „heiter“.

## Personen
- Giedrė Balčytytė (* 1978), Beamte, Regierungskanzlerin
- Giedrė Šiaulytė (* 1984), Harfenistin
- Giedrė Barauskaitė (* 1985), Singer-Songwriterin und Komikerin
- Giedrė Purvaneckienė (* 1945), Halbleiterphysikerin, Politikerin, Mitglied des Seimas
- Giedrė Ričkutė, Verwaltungsjuristin und Politikerin, Vizeministerin für Umwelt
- Giedrė Šlekytė (* 1989), Dirigentin